# Jüdischer Friedhof (Ochtrup)

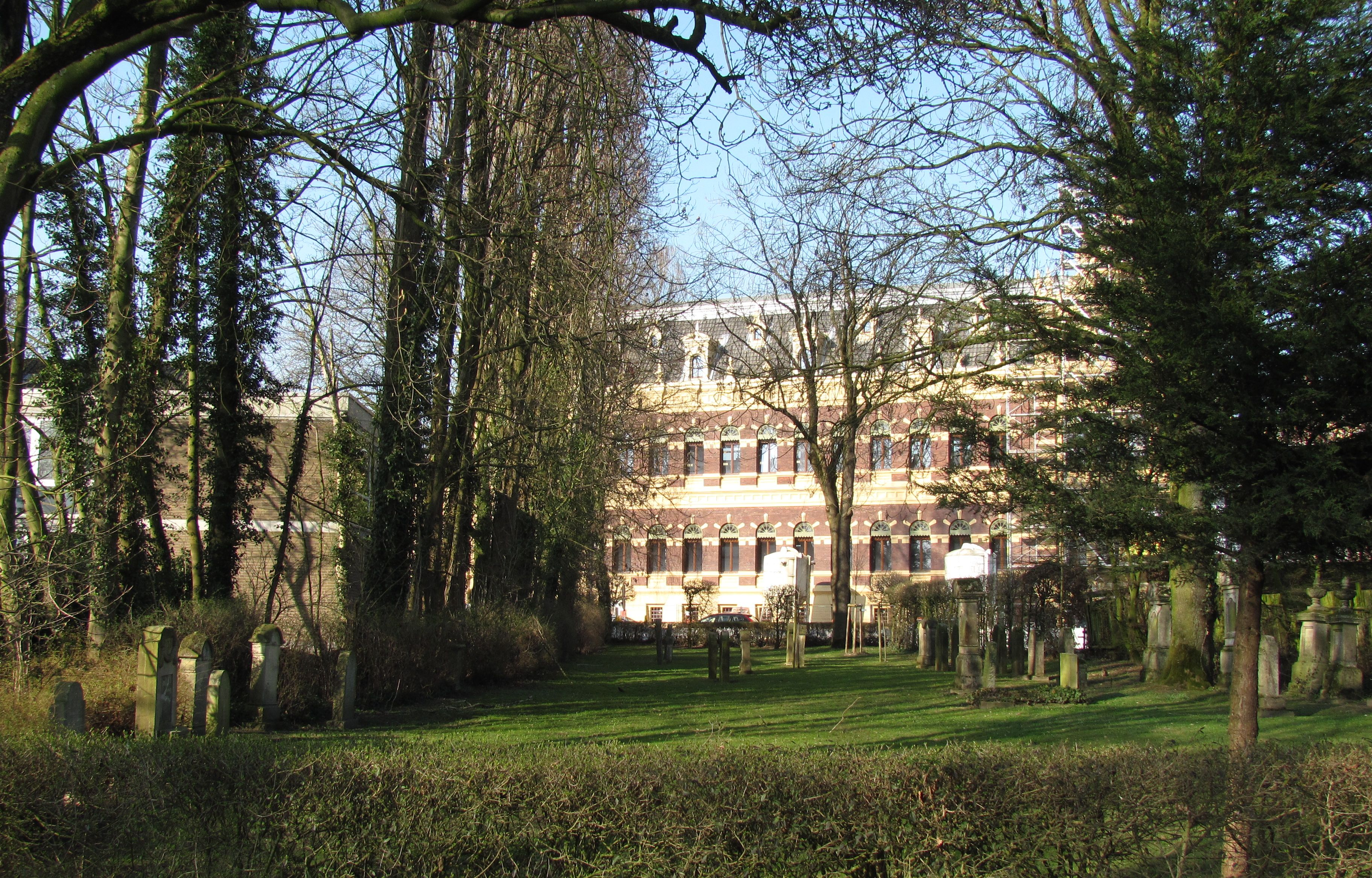
Der jüdische Friedhof in Ochtrup (2012)

Der Jüdische Friedhof Ochtrup befindet sich in der Stadt Ochtrup im Kreis Steinfurt in Nordrhein-Westfalen. Als jüdischer Friedhof ist er ein Baudenkmal. Auf dem Friedhof zwischen Hellstiege und Laurenzstraße sind 43 Grabsteine erhalten. 
Der Friedhof wurde von etwa 1813 bis 1988 belegt. Der älteste Grabstein stammt aus dem Jahr 1824.